# 布莱恩·德鲁克尔
布莱恩·J·德鲁克尔（英語：Brian J. Druker，1955年4月30日—），美国医学家，俄勒冈健康与科学大学教授。他是奈特癌症研究所主管、JELD-WEN血癌研究所主席。

## 生平
2009年他因开发治疗慢性粒细胞白血病的药物STI571（商品名格列卫）而获得拉斯克奖和迈恩堡癌症研究奖。因為其成功利用imatinib(商品名:基利克Gleevec)有效治療慢性骨髓性白血病而獲得2018年第三屆唐獎。